# Apioplagiostoma
Apioplagiostoma — рід грибів родини Gnomoniaceae. Назва вперше опублікована 1978 року.

## Класифікація
До роду Apioplagiostoma відносять 4 види:
- Apioplagiostoma aceriferum
- Apioplagiostoma carpinicola
- Apioplagiostoma hilberovae
- Apioplagiostoma populi